# Thimi Filipi
Thimi Filipi (ur. 1 marca 1926 w Korczy, zm. 1 lipca 1990 w Tiranie) – albański aktor i reżyser.

## Życiorys
Ukończył szkołę w rodzinnej Korczy, gdzie występował w amatorskim zespole teatralnym. W czasie wojny związał się z ruchem oporu i występował w Teatrze Partyzanckim. W 1944 r. pracował w szpitalu w Korczy i w wolnych chwilach występował w miejscowym zespole teatralnym, razem z Pandi Raidhi. Po ukończeniu kursu dla reżyserów teatralnych zmienił pracę i prowadził warsztaty teatralne w miejscowym klubie. Do podjęcia stałej pracy w teatrze zawodowym namówił go Sokrat Mio. W 1954 r. rozpoczął pracę w teatrze Andona Zako Cajupiego w Korczy. Rola Dimitra w spektaklu Lulja e kujtimit (Kwiat pamięci, na motywach powieści Foqiona Postoliego) okazała się jego wielkim sukcesem. W ciągu swojej długiej kariery wystąpił w 80 sztukach teatralnych. Rola w pierwszym albańskim filmie fabularnym Tana rozpoczęła jego karierę filmową. Miał na koncie role w 35 filmach fabularnych.
Za rolę tytułową w dramacie Zeko Shkoza w 1986 r. otrzymał prestiżową nagrodę Aleksandra Moissiu dla najlepszego aktora. Był także uhonorowany tytułem Zasłużonego Artysty (alb. Artist i Merituar). Imię aktora nosi jedna z ulic w Korczy.

## Role filmowe
- 1958: Tana jako sekretarz partii
- 1965: Vitet e para (Pierwsze dni) jako sekretarz partii
- 1970: I teti në bronx jako ballista
- 1972: Yjet e neteve te gjata jako żandarm
- 1976: Përballimi (Konfrontacja) jako Neziri
- 1977: Njeriu me top (Człowiek z armatą) jako Fahredin
- 1977: Flamur në dallgë jako Pagot
- 1977: Gunat mbi tela (Gunie rzucone na druty) jako kapedan
- 1977: Streha e re jako przewodniczący
- 1978: Dollia e dasmes sime jako ojciec panny młodej
- 1978: Nusja dhe shtetërrethimi jako kierowca
- 1979: Ballë për ballë (Twarzą w twarz) jako Xhemal Struga
- 1979: Mesonjetorja jako Vani
- 1979: Mysafiri jako Akrep
- 1980: Një ndodhi në port jako robotnik
- 1980: Shoqja nga fshati
- 1980: Vellezer dhe shoke jako ojciec
- 1981: Ne kufi te dy legjendave jako Lefter
- 1981: Si gjithë të tjerët jako Nasho
- 1982: Njeriu i mire  jako specjalista
- 1983: Apasionata
- 1983: Fraktura jako Dziadek
- 1983: Nje emer midis njerezve jako Kanan
- 1984: Kush vdes ne kembe
- 1984: Militanti jako Petrush
- 1984: Shirat e vjeshtës jako pracownik hydroelektrowni
- 1984: Nata e parë e lirisë (Pierwsza noc wolności) jako dowódca brygady
- 1985: Asgjë nuk harrohet (Nic nie zostanie zapomniane)
- 1985: Enveri ynë (Nasz Enver)
- 1986: Tri dita nga një jetë (Trzy dni z życia) jako Gaqo
- 1987: Rrethi i kujtesës (Krąg pamięci)
- 1987: Vrasje ne gjueti jako Llazi
- 1988: Pranvera s'erdhi vetem jako ojciec Ireny